# Japan papir
Japan papir je tanak,ali jak papir načinjen od biljnih vlakana .Najčešće se radi od vlakana japanskog duda papirovca Broussonetia papyrifera (jap. kozo). Ovaj se papir proizvodi u raznim debljinama i bojama,te predstavlja idealan materijal za konzervaciju knjiga i umjetnina od papira.

## Vrste japan papira
| Papir                 | Sastav    | Opis i uporaba                                          |
| --------------------- | --------- | ------------------------------------------------------- |
| Goyu                  | 90% kozo  | Za tisak.                                               |
| Hosokawa ohban        | 100% kozo | Teži od drugih vrsta,za učvršćenje dokumenata i karata. |
| Kaji                  | 100% kozo | Laki papir za konzervaciju.                             |
| Kizukushi             | 100% kozo | Za spajanje oštećenja.                                  |
| Misu                  | 100% kozo | Za konzervaciju.                                        |
| Okawara               | 100% kozo | Za konzervaciju.                                        |
| Sekishu               | 80% kozo  | Za štampu i konzervaciju.                               |
| Sekishu kozogami mare | 100% kozo | Spajanje oštećenja.                                     |
| Sekishu kozogami turu | 100% kozo | Spajanje oštećenja.                                     |
| Udagami               | 100% kozo | Netransparentan, za spajanje oštećenja.                 |

## Proizvodnja
Radi se isključivo ručno. Unutarnja se kora biljke sabire u jesen i proljeće. Svežnjevi se štapova pare u kotlovima te suše na suncu, uz prethodno uklanjanje kore. Ova se potom moči i ručno čisti od vanjskog crnog sloja, te se ponovo pere i suši na suncu. Nakon ovoga ista se kuha u lužini te izlaže vodenoj pari više sati. Opet ih se ispire te izbjeljuje. Po izbjeljivanju se uklone nečistoće. Dobiveni se materijal zatim uobliči u male lopte koje se tuku kako bi se zdrobila vlakna. Zatim slijedi miješanje sa sluzi korijena biljke tororo (Dioscorea oposita), i to u omjeru 30% vlakana i 70 % vode. Papir se potom najčešće radi pomoću finih uokvirenih sita. Dobiveni se papir potom na drvenim policama suši, te se ostavi preko noći, a zaostala se voda drugi dan istisne. Papir se zatim suši na suncu i nakon sušenja reže.

## Uporaba
Japan papir koristi se u konzervaciji knjiga, te umjetnina na papiru. Papir dolazi u raznim bojama i debljinama, i koristi se za spajanje razderotina, popravak korica i ojačavanje snopova stranica knjiga. Konzervator odabire komad papira primjerene boje i debljine, te ga koristi u radu na predmetu.

### Spajanje poderotina
Prvo se odabire papir boja kojeg je najbliža oštećenom papiru. Poderotina se izravna i pomoću ljepjive paste se dijelovi ponovo spoje, kako bi u daljnem procesu služili kao potpora.
Traka japan papira otkine se od lista koji smo odlučili koristiti. To radimo tako da papir namočimo uzduž dijela koji će biti otkinut, te zatim prstima vučemo u stranu da traku odvojimo od ostatka lista, tako da traka ima raščupan rub, Ovi će raščupani dijelovi po sušenju omogućiti jači spoj razderotine koju obrađujemo.
Ljepljiva se pasta nanese na jednu stranu trake, i to od središta prema van. Traka se potom postavi na dio koji spajamo, i to tako da dio papira malo prelazi preko ruba dijelova koje spajamo. Kasnije ovaj suvišak po sušenju odrežemo. Za ravnanje papira na poderotini koristimo suhi kist, te također radimo od sredine ka van. Spojenu stranicu stavimo između 2 lista PET folije, ili staklenih ploča, upojnog papira i Reemay ili Holytex netkane tkanine, te opteretimo i ostavimo da se suši.

## Vanjske poveznice
The E. Lingle Craig Preservation Laboratory Repair and Enclosure Treatment Manual